# Meteorologiåret 1907

## Händelser

### Januari
- 23 januari
  - I Skagen, Danmark uppmäts med 1062.2 hPa det högsta lufttrycket någonsin i Danmark [1].
  - I Kalmar, Sverige uppmäts med 1063,70 hPa det högsta lufttrycket någonsin i Sverige [2].

### Februari
- 20 februari - I Skagen, Danmark uppmäts med 943.9 hPa det lägsta lufttrycket någonsin i Danmark [1].

### Juni
- 2 juni – I Vassitjåkka och Vassijaure, Sverige uppmäts temperaturen - 12,9 °C vilket då är Sveriges lägst  uppmätta temperatur för månaden [3].

## Födda
- 23 juni – E. Ruth Anderson, amerikansk meteorolog.
- 15 oktober – Zhao Jiuzhang, kinesisk meteorolog, geofysiker, rymdfysiker och ingenjör.

## Avlidna
- 17 februari – Wilhelm von Bezold, tysk meteorolog och fysiker.
- 13 maj – Alexander Buchan, skotsk meteorolog.
- Okänt datum – Adam Paulsen, dansk meteorolog.

### Fotnoter
1. 1 2  SMHI[död länk]
2. ↑  SMHI
3. ↑  SMHI Arkiverad 9 september 2010 hämtat från the Wayback Machine.